# Lupta de la Glâmboaca-Cornățel (1916)
Lupta de la Glâmboaca-Cornățel a fost o acțiune militară de nivel tactic, desfășurată pe Frontul Român, în timpul campaniei din anul 1916 a participării României la Primul Război Mondial. Ea s-a desfășurat în perioada 9/22 septembrie 1916  și a avut ca rezultat consolidarea pozițiilor trupelor române, la aripa dreaptă a frontului, în ea fiind angajate forțe române din Divizia 23 Infanterie română și forțe ale Puterilor Centrale din Divizia 1 Cavalerie austro-ungară. A făcut parte din acțiunile militare care au avut loc în bătălia de la Sibiu.:p. 261

## Comandanți

### Comandanți români
- General Matei Castriș

### Comandanți ai Puterilor Centrale
- General Eugen Ruiz de Roxas